# 六道湾铁路

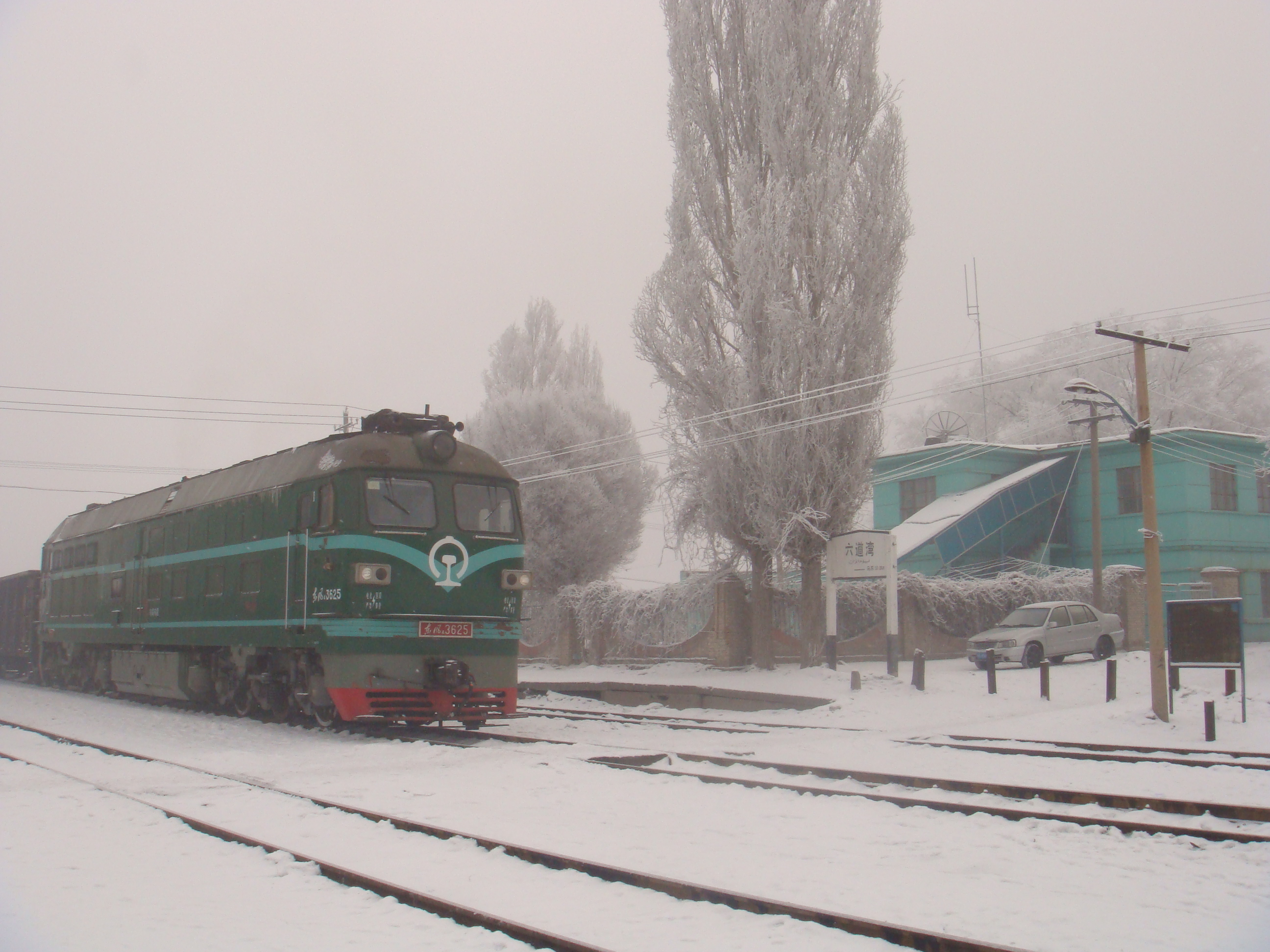
六道湾站

六道湾铁路支线起自北疆铁路支线文光站下行出站的2号道岔，经乌鲁木齐市东郊山地至六道湾产煤区，长9.93公里。另有站线1.3公里，道岔8组，桥梁5座128延长米，涵渠25座490横延米。

## 线路
从六道湾站4号岔向东延伸3135米至苇湖梁代管站。  
文光—六道湾线限制坡道：上行12.5‰，下行15‰，东风5机车牵引，牵引定数上下行均为1500吨。

## 历史
原为新疆维吾尔自治区1964年投资建设的运煤专线。1976年由自治区的地方铁路移交给铁道部乌鲁木齐铁路局，成为国有铁路支线。1985年的货流密度上行101.3万吨，下行4.3万吨，每天开行3对小运转列车。